# 재브라이을구
재브라이을구(아제르바이잔어: Cəbrayıl rayonu) 또는 제브라이을구는 아제르바이잔 남서부에 위치한 구로 행정 중심지는 재브라이을이며 면적은 1,050km2, 인구는 54,430명이다. 남쪽으로는 이란과 국경을 접하며 2023년까지 아르차흐 공화국의 실질적인 지배 상태에 있었다. 아르차흐 공화국은 이 지역을 하드루트주의 일부로 통치했다.
2020년 나고르노카라바흐 분쟁중 아제르바이잔이 중심지 재브라이을과 이 지역 대부분을 탈환했다.